# Robert A. McGowan
Pour les articles homonymes, voir Robert McGowan et McGowan.
Robert A. McGowan est un scénariste, réalisateur et acteur américain né le 22 mai 1901 à Denver dans le Colorado aux États-Unis, décédé le 20 juin 1955 dans le Comté de Los Angeles.

## Biographie
Il est le neveu du cinéaste Robert F. McGowan.
Dans les années 1950, il fut une des victimes du maccarthysme et inscrit sur la liste noire du cinéma.

## Filmographie

### comme scénariste
- 1932 : Wild Babies
- 1921 : Une bonne fortune (The Girl in the Taxi) de Lloyd Ingraham
- 1922 : Fire Fighters
- 1935 : Serves You Right
- 1938 : The Little Ranger
- 1938 : Aladdin's Lantern
- 1938 : Men in Fright
- 1938 : Football Romeo
- 1938 : Practical Jokers
- 1939 : Alfalfa's Aunt
- 1939 : Tiny Troubles
- 1939 : Duel Personalities
- 1939 : Clown Princes
- 1939 : Cousin Wilbur
- 1939 : Joy Scouts
- 1939 : Auto Antics
- 1939 : Captain Spanky's Show Boat
- 1939 : Dad for a Day
- 1939 : Time Out for Lessons
- 1940 : The Big Premiere
- 1940 : Alfalfa's Double
- 1940 : All About Hash
- 1940 : The New Pupil
- 1940 : Bubbling Troubles
- 1940 : Good Bad Boys (en)
- 1940 : Waldo's Last Stand
- 1940 : Goin' Fishin'
- 1940 : Kiddie Kure
- 1941 : 1-2-3 Go!
- 1941 : Baby Blues
- 1941 : Fightin' Fools
- 1941 : Robot Wrecks (en)
- 1941 : Helping Hands
- 1941 : Come Back, Miss Pipps (en)
- 1941 : Wedding Worries
- 1942 : Rover's Big Chance
- 1942 : Going to Press
- 1942 : Don't Lie
- 1942 : Surprised Parties
- 1942 : Mighty Lak a Goat
- 1942 : Unexpected Riches
- 1943 : Little Miss Pinkerton
- 1943 : Benjamin Franklin, Jr.
- 1943 : Family Troubles
- 1943 : Farm Hands
- 1943 : Election Daze
- 1943 : Three Smart Guys
- 1944 : Radio Bugs
- 1944 : Tale of a Dog
- 1944 : Dancing Romeo
- 1947 : Gas House Kids Go West

### comme réalisateur
- 1926 : War Feathers
- 1926 : Telling Whoppers
- 1927 : Bring Home the Turkey
- 1927 : Seeing the World
- 1927 : Ten Years Old
- 1927 : Tired Business Men
- 1927 : Baby Brother (en)
- 1927 : Olympic Games
- 1927 : Chicken Feed
- 1927 : Heebee Jeebees
- 1927 : Dog Heaven
- 1928 : Playin' Hookey
- 1928 : Rainy Days
- 1928 : Edison, Marconi & Co.
- 1928 : School Begins
- 1928 : Growing Pains (en)
- 1928 : Old Gray Hoss
- 1929 : Election Day
- 1929 : The Holy Terror
- 1929 : Boxing Gloves
- 1929 : Cat, Dog & Co.
- 1930 : Shivering Shakespeare
- 1932 : The Knockout
- 1932 : You're Telling Me

### comme acteur
- 1926 : Monkey Business : First officer
- 1932 : Free Wheeling : Man who gets socked while asleep by lamppost
- 1934 : Mixed Nuts